# Un'altra vita (album Umberto Tozzi)
Un'altra vita è il quattordicesimo album in studio di Umberto Tozzi, pubblicato a seguito della partecipazione del cantante torinese al Festival di Sanremo, dove si classifica ultimo. Anche il disco non riscuote particolare successo, arrivando soltanto alla posizione n. 35 della classifica Fimi

## Tracce
1. Io e te naturalmente
2. Thank you very much
3. Un'altra vita
4. Rosa di frontiera
5. Vagabondi
6. Torna settembre
7. Arcobaleno
8. Scivolando
9. Per chi
10. Mai dire mai

## Formazione
- Umberto Tozzi – voce
- Carmelo Isgrò – basso
- Paolo Bianchi – batteria
- Luca Colombo – chitarra
- Marcello De Toffoli – tastiera, cori, programmazione,  pianoforte
- Marco Brioschi – tromba
- Claudio Orsini – sax
- Stefano De Maco, Paola Folli, Tommy Vicari – cori

## Classifiche
| Classifica (2000) | Posizione massima |
| ----------------- | ----------------- |
| Italia            | 35                |